# إن ماسي إنترتنمنت
إن ماسي إنترتنمنت إنك. (بالإنجليزية: En Masse Entertainment, Inc.)‏, هي شركة ألعاب فيديو أمريكية، أسست في مدينة سياتل بولاية واشنطن الأمريكية سنة 2008، أشتهرت بإنتاج لعبة مشتركة مع شركة كورية جنوبية للعبة تيرا.

## المواقع الخارجية
- الموقع الرسمي
 (الإنكليزية)